# Estação Cardenal Caro
A Estação Cardenal Caro é uma das estações do Metrô de Santiago, situada em Santiago, entre a Estação Los Libertadores e a Estação Vivaceta. Faz parte da Linha 3.
Foi inaugurada em 22 de janeiro de 2019. Localiza-se na Avenida Independencia com Cardenal Caro. Atende a comuna de Conchalí.